# Klaus Wallprecht
Klaus Wallprecht (* 9. Oktober 1947 in Salzburg) ist ein österreichischer Musikpädagoge und Opernsänger (Bariton).

## Leben
Wallprecht begann seine künstlerische Laufbahn mit dem Studium der Bühnengestaltung am Mozarteum in seiner Heimatstadt Salzburg, das er mit Diplom abschloss. Anschließend begann er sein Gesangsstudium bei Josef Metternich an der Hochschule für Musik und Tanz Köln und bei Gino Bechi in Florenz.
Nach dem ersten Engagement in Klagenfurt sang er an zahlreichen Bühnen und bei verschiedenen Festspielen unter bekannten Dirigenten wie Leopold Hager, Herbert von Karajan und Michel Plasson. Seine Engagements führten ihn unter anderem nach Bern, Dortmund, Kassel, Kiel, ans Badische Staatstheater Karlsruhe, das Nationaltheater München und an die Semperoper und die Volksoper Wien. Er sang bei den Salzburger Festspielen unter Karajan und bei den Opernfestspielen Heidenheim.
Als Musikpädagoge ist Wallprecht als Leiter eines Meisterkurses beim Verein „Oper Schloss Laubach“ auf Schloss Laubach tätig.

## Repertoire (Auswahl)
- Dr. Schön in „Lulu“ von Alban Berg
- Wozzeck in „Wozzeck“ von Alban Berg
- Peter (Vater) in „Hänsel und Gretel“ von Engelbert Humperdinck
- Graf Danilo Danilowitsch in „Die lustige Witwe“ von Franz Lehár
- Baron Scarpia in „Tosca“ von Giacomo Puccini
- Gabriel von Eisenstein in „Die Fledermaus“ von Johann Strauss
- Alberich in „Das Rheingold“, „Siegfried“ und „Götterdämmerung“ von Richard Wagner
- Telramund in „Lohengrin“ von Richard Wagner
- Der Holländer in „Der fliegende Holländer“ von Richard Wagner
- Klingsor in „Parsifal“ von Richard Wagner
- Kurwenal „Tristan und Isolde“ von Richard Wagner

## Diskografie
- „Mona Lisa“ von Max von Schillings, CD von „cpo“ (mehrfach ausgezeichnet)
- „A Village Romeo and Juliet“ von Frederick Delius, CD von „cpo“
- "Reingold",„Siegfried“ und „Götterdämmerung“ am Staatstheater Kassel, CD von "Ars Produktion"